# Boris Bernaskoni

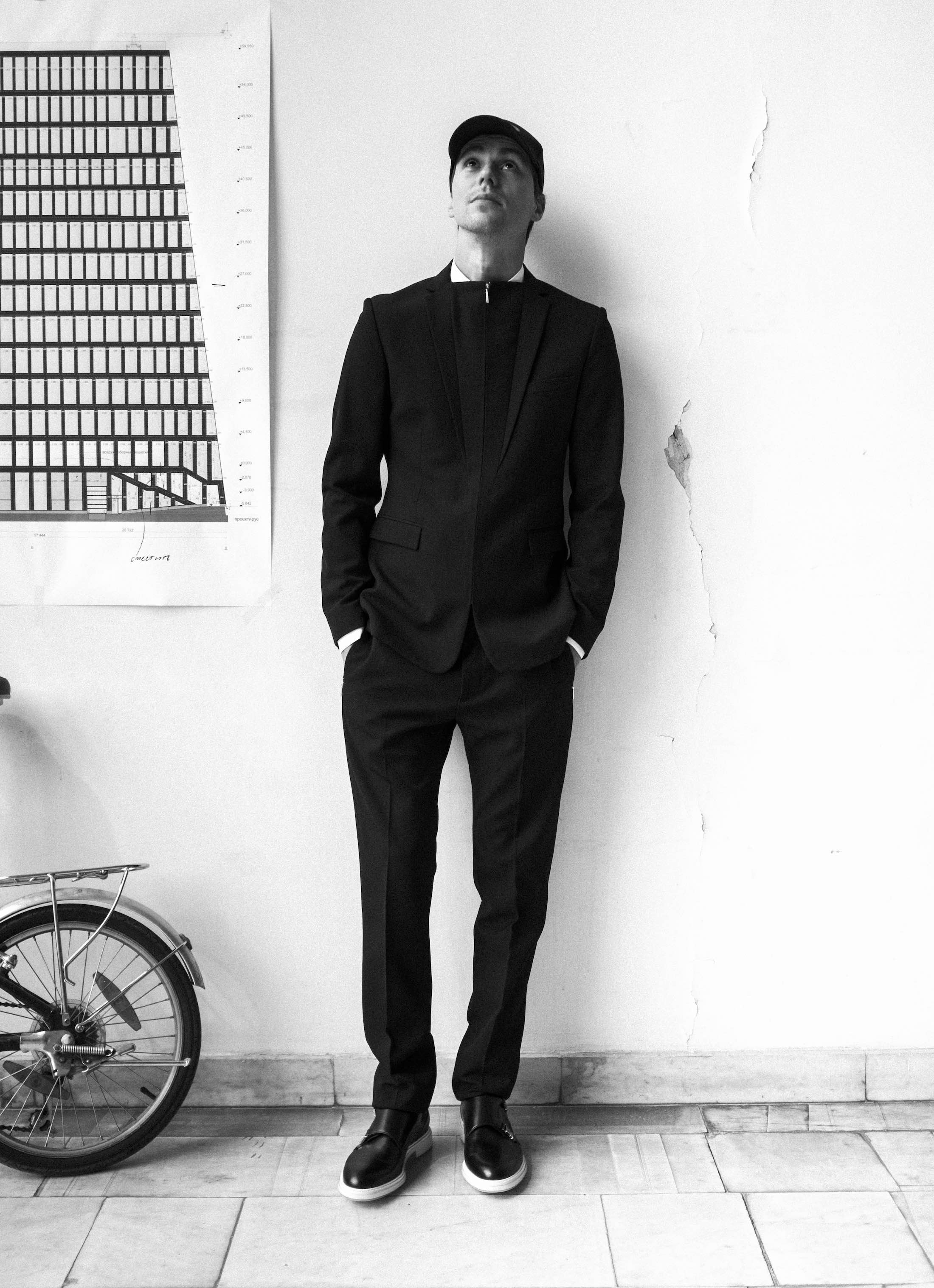
Boris Bernaskoni

Boris Bernaskoni (* 26. Februar 1977 in Moskau) ist ein russischer Architekt, Ingenieur und Verleger. Er ist Gründungsmitglied des Stadtrats im Skolkovo Innovation Center in Moskau. Boris Bernaskoni erlangte erstmals 2008 internationale Anerkennung, als er einen internationalen Wettbewerb für das Perm-Museum für moderne Kunst gewann. Sein Matrex-Projekt erhielt 2016 auf der 15. Architekturbiennale von Venedig viel Anerkennung. Im Jahr 2019 nahm Bernaskoni an verschiedenen Veranstaltungen des Davos World Economic Forum teil, darunter an einem Vortrag über wandelbare Architektur in den Städten der Zukunft auf dem Emerging Technologies Investment Meeting des Forums und an einer Diskussion über die Digitalisierung der Städte im „Russia House“, der offiziellen Residenz Russlands in Davos.

## Leben, Ausbildung und Lehrtätigkeit
Bernaskoni ist Russe und wurde in Moskau geboren, sein Nachname kommt allerdings von einer schweizerisch-italienischen Einwandererfamilie, die im späten 18. Jahrhundert nach Russland emigrierte. Die Bernasconi-Familie aus Lugano hat viele Klassik- und Barockkünstler, Stuckisten und Architekten hervorgebracht, die in ganz Europa tätig waren. Boris Bernaskonis unmittelbare Vorfahren kamen nach Russland, um an den Palästen von Sankt Petersburg und seiner Umgebung zu arbeiten, zu ihnen gehören z. B. Antonio und Giuseppe Bernasconi.
Bernaskoni schloss sein Architekturstudium an der Moskauer Akademie für Architektur ab und studierte dann in der Abteilung „Bau von Wohnhäusern und Soziales Design“ bei den Professoren Belov, Khazanov und Pakhomov. Von 2000 bis 2003 absolvierte er ein Aufbaustudium in „Komposition in Architektur“ an der Moskauer Architekturakademie.
Seit 2003 ist er Dozent an der Abteilung für Stadtplanung der Moskauer Akademie für Architektur. 2004 leitete er in New York ein Projektseminar für Studenten der Moskauer Architekturakademie, die von der Harvard Design School eingeladen waren.

## Architektonische Arbeiten
Bernaskoni ist Gründer des Büros Bernaskoni, das auf die Gestaltung und Realisierung verschiedener architektonischer Objekte spezialisiert ist. Das Portfolio umfasst viele bedeutende Projekte: Matrex, das wichtigste öffentliche Gebäude im Skolkovo Center; Hypercube, auch in Skolkovo; Masterpläne für Preobraschenski in Jaroslawl und Roter Oktober in Moskau; New Holland Summer in Sankt Petersburg; die Landhäuser Wolgadacha und Mirror Mongayt; Wettbewerbsprojekte für den Russland-Pavillon in Shanghai, PERMMUSEUMXXI, das Tetris-Wohngebäude, Wiederaufbau des Zentralen Künstlerhauses (CHA); die Ausstellungen OLEGKULIK und Kandinsky-Preis; Identität und Innenraum des Pressezentrums der Regierung Russlands und der Büroräume von BBDO Moskau; Industriedesign des nationalen Segelboots EM-KA.

## Projekte

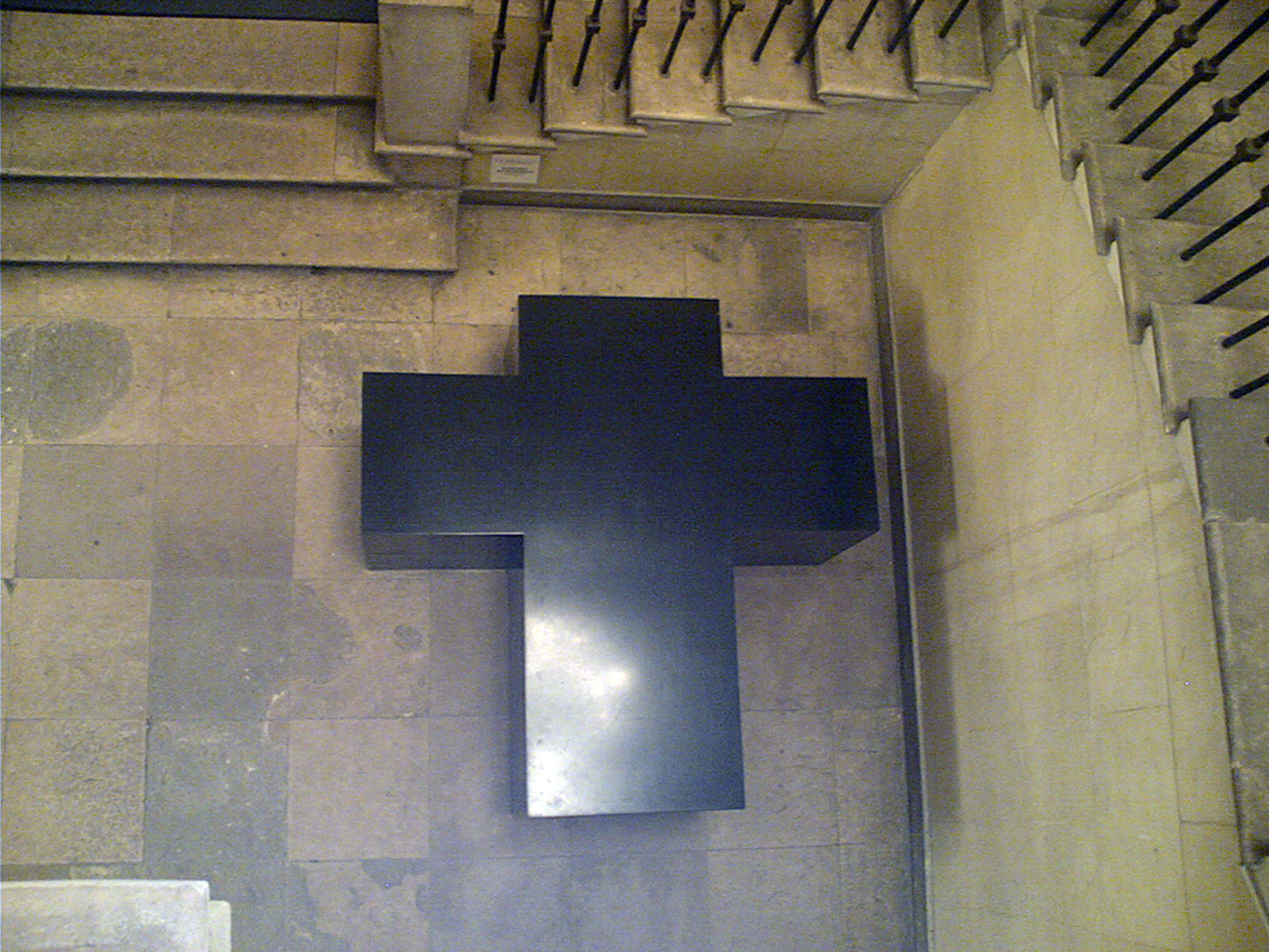
Message to Kazimir

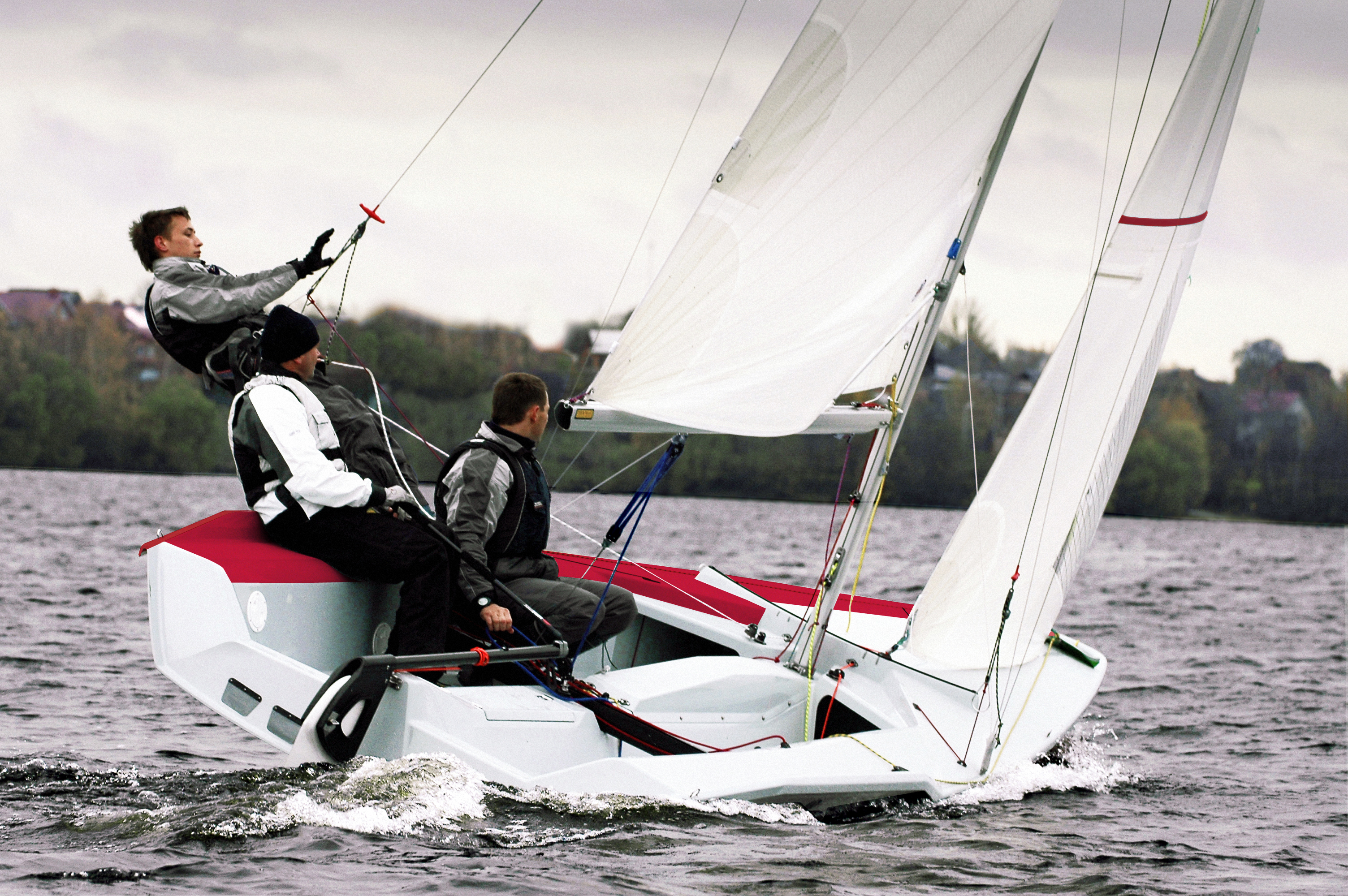
Segelboot EM-KA

- Gedenkstätte am Lubyanskaya-Platz (Moskau, 2000)
- Tetris-Wohntürme in Ismailowo (Moskau, 2002)
- Immaterialbox-Pavillon (Moskau, 2002)
- BBDO Moskau Bürogebäude (2003)
- Mediencity-Umbau von Werkstätten in neue Kinostudios (Moskau, 2004)
- Grand Cru, Laden für Weinreben (Moskau, 2004)
- Krasny Oktyabr Territorialentwicklungskonzept (Moskau, 2005)
- Pressezentrum der Regierung Russlands (2006)
- OLEGKULIK Ausstellung (Moskau, 2007)
- Kandinsky-Preisausstellung (Moskau 2007, London 2010)
- Magazinzing Modegeschäft (2008)
- EM-KA Segelboot (2008)
- PERMMUSEUMXXI, internationaler Wettbewerb, erster Preis (2008)
- Russischer Pavillon auf der Shanghai EXPO-2010, nationaler Wettbewerb, erster Preis (2008)
- Museum für Architektur, Kunst und Design in Oslo, Wettbewerb (2009)
- Ragout, Café Bar Interieur (Moskau, 2010)
- Paparazzi, Restaurant Interieur (Ekaterinburg, 2010)
- Wolgadatscha, Designervilla (2010)
- Hypercube, innovatives Gebäude (Skolkowo, 2010)
- New Holland Summer, Masterplan (Sankt Petersburg, 2011)
- Preobraschenski-Masterplan (Gebiet Jaroslawl, 2011)
- Spiegel Mongayt, Designervilla (2012)
- Bogen (Region Kaluga, Nikola-Lenivets, 2012)
- Boris Jelzin Präsidentenzentrum (2015)
- Matrex (Skolkowo, 2017)

### Matrex

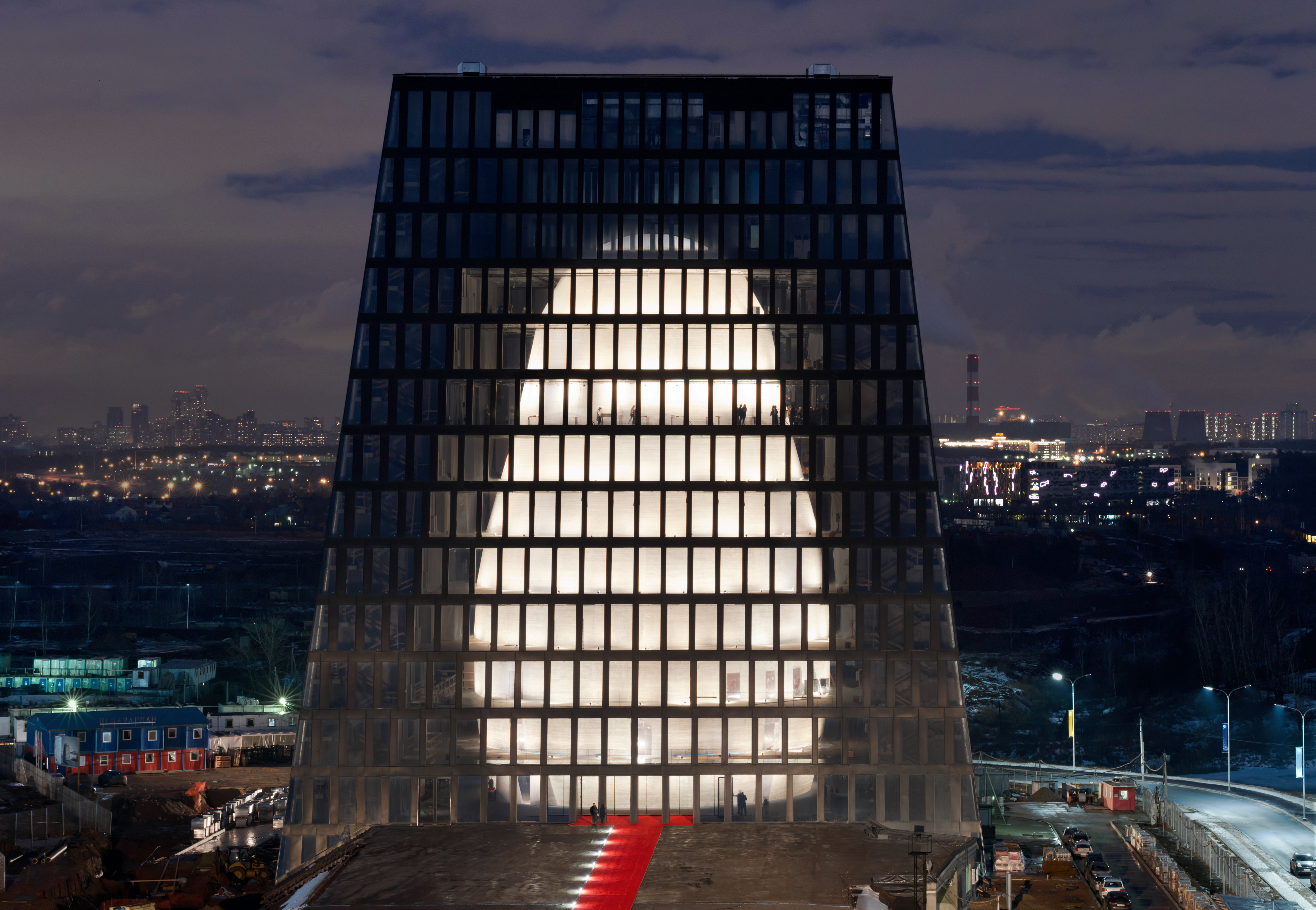
MATREX in Skolkowo

Matrex wurde 2015 im Skolkowo Innovation Center in der Nähe des Skoltech Complex gebaut. Dieses Projekt bietet eine Grundlage für die Entwicklung von informations- und energieeffizienten Technologien mit besonderem Schwerpunkt auf der Transparenz von Raum und Arbeit. Das gemischt genutzte Gebäude vereint Class-A- und Startup-Büros, Apartments, eine Umbauhalle, ein Spiralmuseum (Ausstellungsspirale) und ein Restaurant. Die abgeschnittene Pyramide enthält einen inneren Raum in Form einer riesigen Matroschka (einer russischen Puppe).

### Jelzin-Zentrum

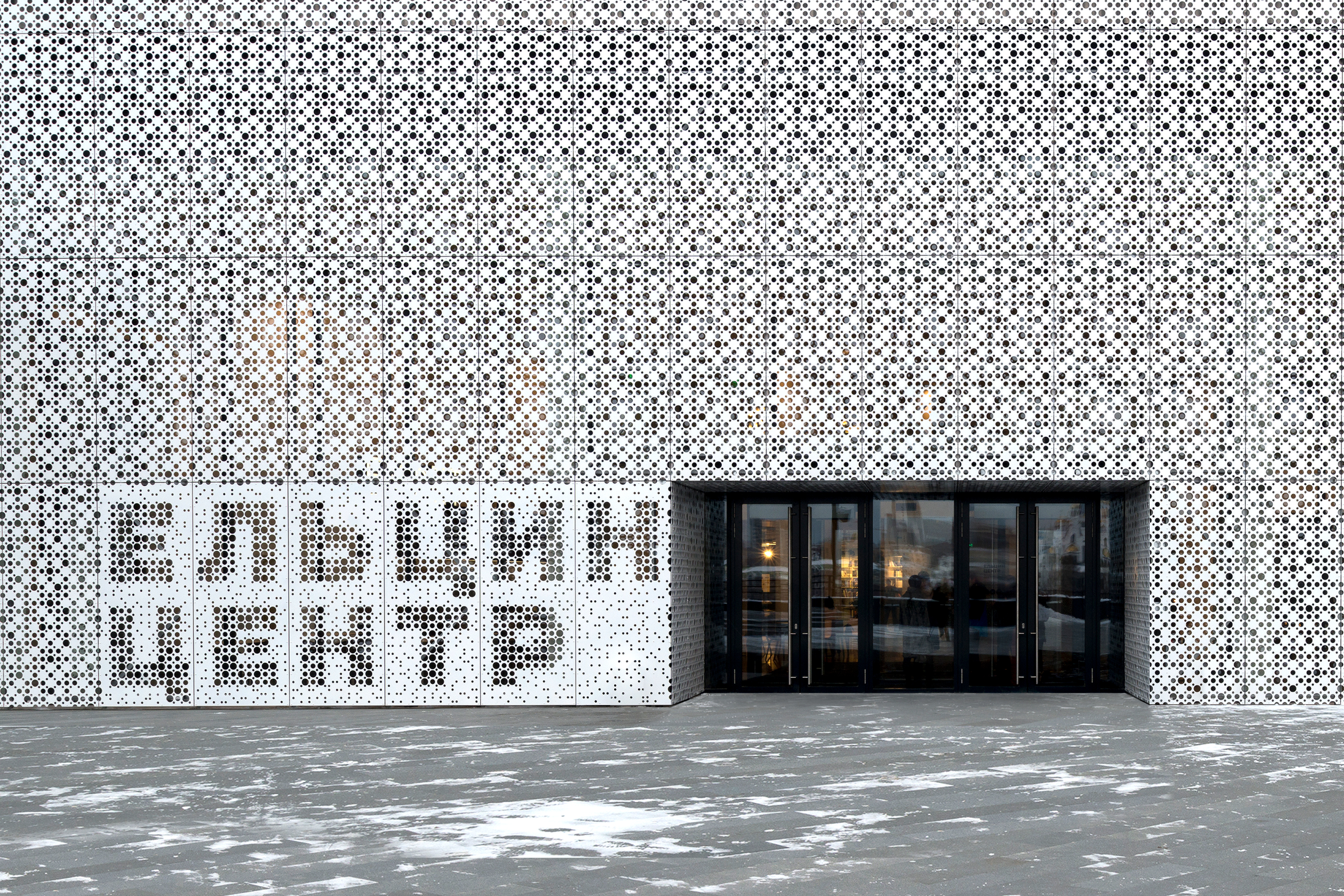
Jelzinzentrum, Jekaterinburg

Das Jelzin-Zentrum ist für Russland ein Novum, ein Präsidentenzentrum nach dem Vorbild amerikanischer Präsidentenbibliotheken. Es ist eine soziale, kulturelle und Bildungseinrichtung, die in Jekaterinburg, dem Geburtsort von Präsident Boris Jelzin, errichtet wurde. Das Zentrum beherbergt ein Museum (Europäisches Museum des Jahres 2016), eine Kunstgalerie, ein Bildungszentrum, ein Dokumentarfilmzentrum, eine Buchhandlung, ein Café und andere öffentliche Einrichtungen. Aus Mangel an freien Flächen wurde Bernaskoni zu einem bestehenden Geschäftszentrum umgestaltet, dem er eine neue Form hinzufügte, nämlich Jekaterinburg, die die Architekten als ihre "städtischen Supergraphiken" darstellt.

### Hypercube

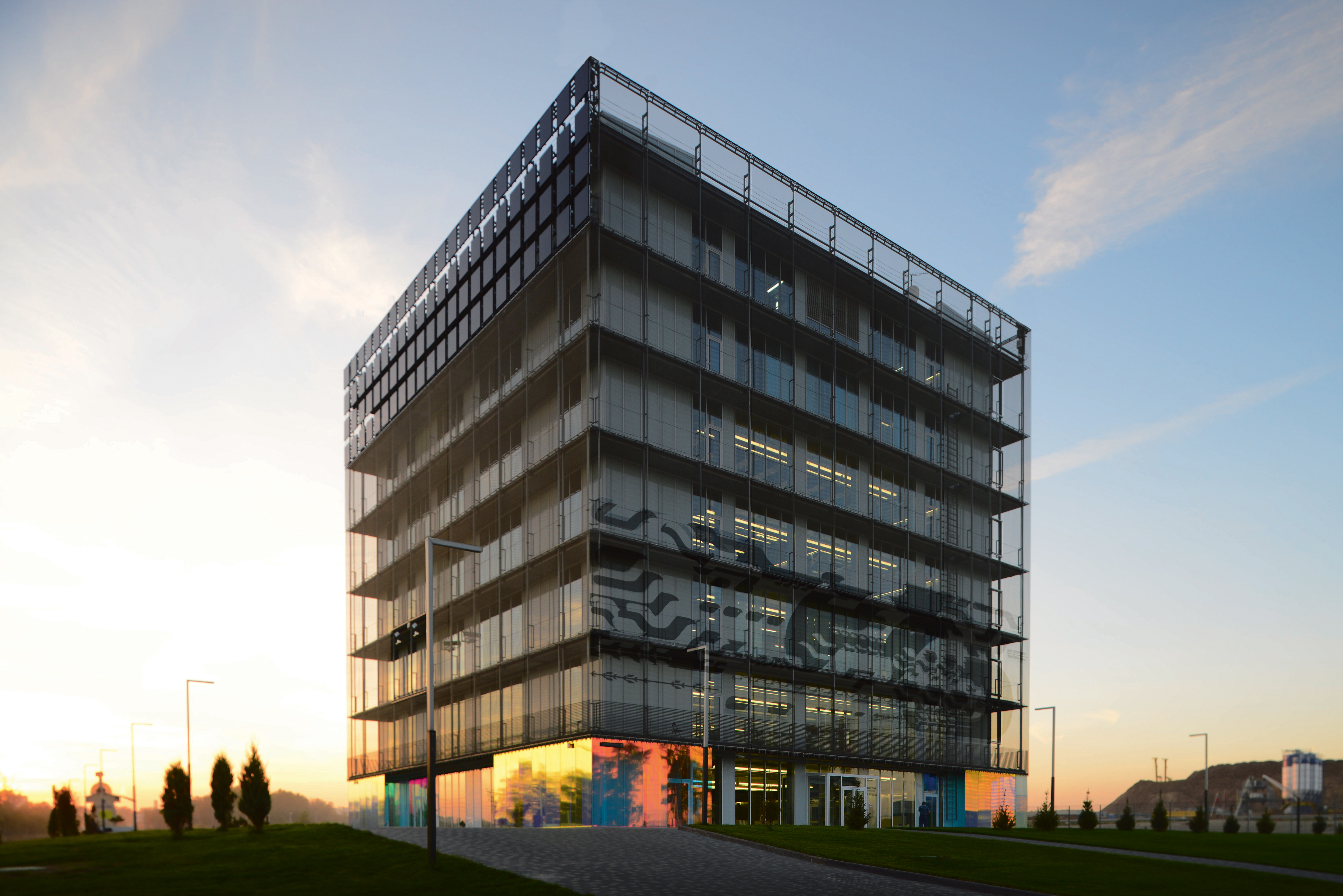
HYPERCUBE, Skolkowo

Hypercube ist das erste Gebäude im Skolkowo Innovation Center. Die Entscheidung für die Errichtung des Hypercube wurde 2010 vom russischen Präsidenten Dmitri Medwedew getroffen. Das Gebäude ist eine Kommunikationsplattform, die die Rollen eines öffentlichen Raums und Generators für neue Start-up-Unternehmen und einen Teil eines Universitätsgeländes vereint. Das Gebäude verfügt über eigene autonome Energie- und Wasserversorgungssysteme. Hypercube wurde gemäß dem grünen Standard "Leadership in Energy & Environmental Design" (LEED v3) gebaut.

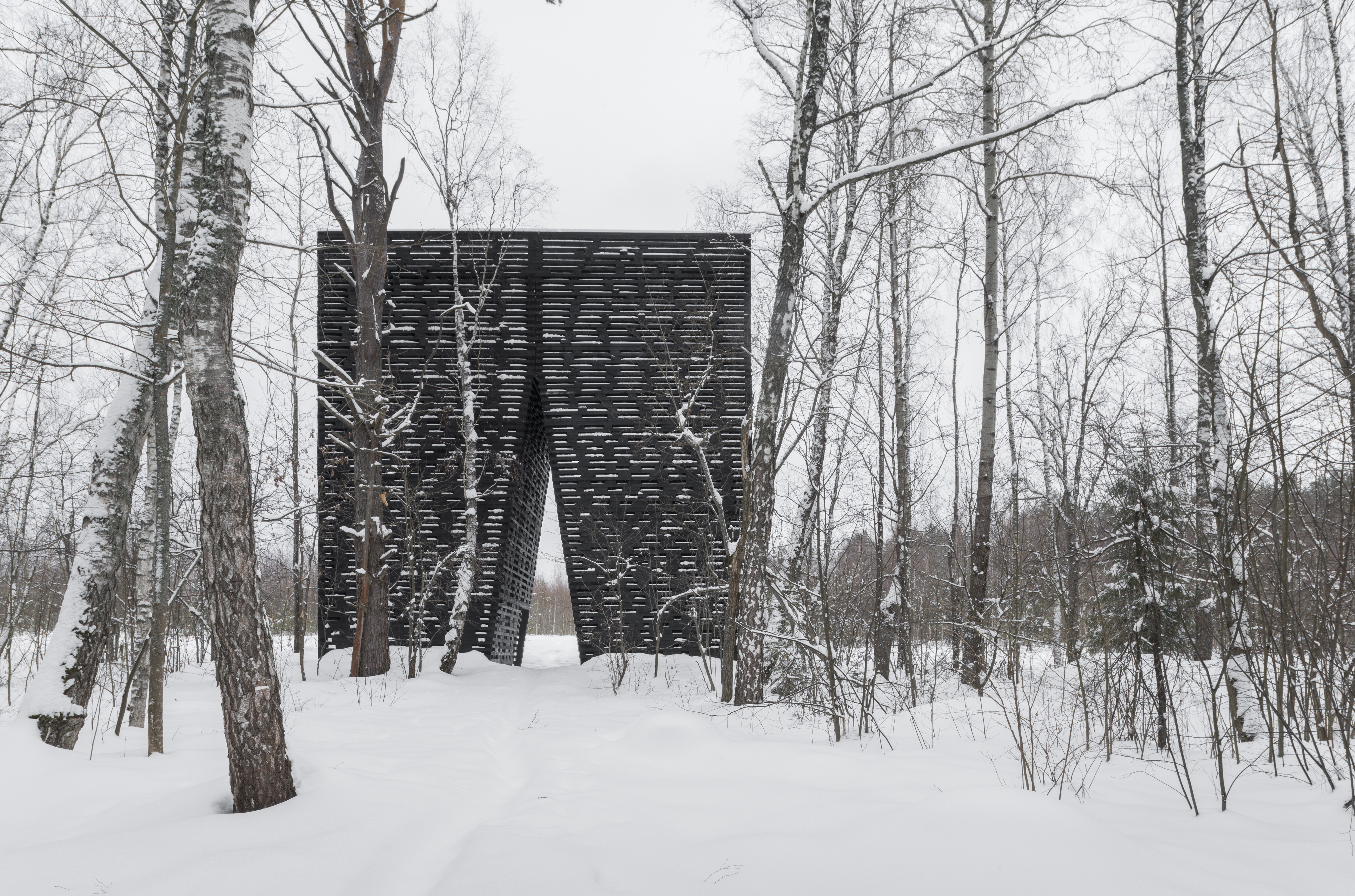
Arc

### Arc
Der Arc-Pavillon wurde speziell für Archstoyanie, ein Architekturfestival in Nikola-Lenivets, geschaffen. Arc steht an der Grenze zwischen Wald und Feld. Seine Holzelemente sind übereinander gestapelt, mit Lücken, die Räume und Treppen bilden, die zu einem Aussichtspunkt führen. Der Innenraum wird jährlich in eine Kunstinstallation umgewandelt. Die Materialien, aus denen Arc hergestellt ist, sind für nützliche Bauzwecke oder für Heizzwecke wiederzuverwenden.

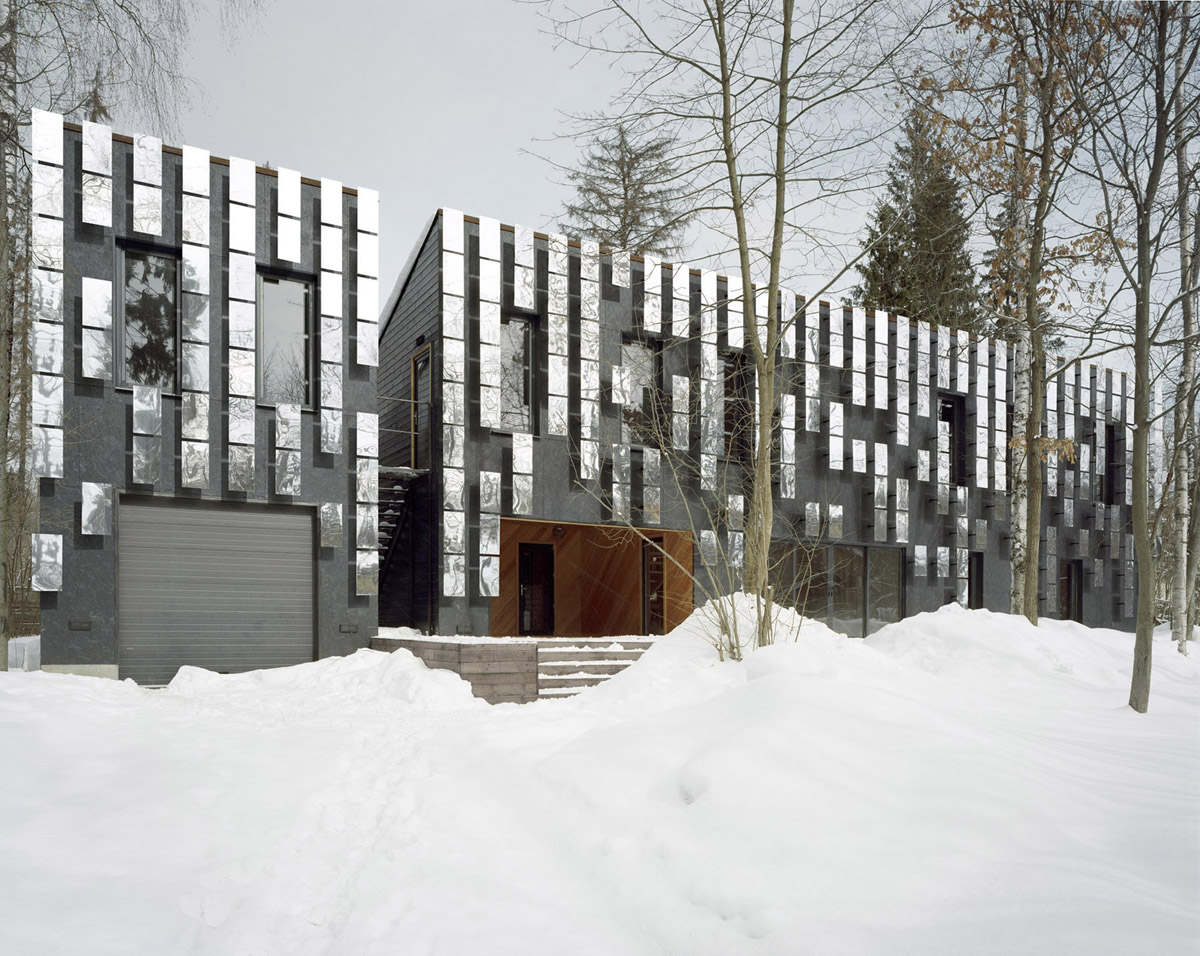
MIRROR MONGAYT

### Mirror Mongayt
Bernaskoni löste das Problem, wie man mit einem kleinen Budget eine umweltfreundliche Designer-Villa bauen kann. Die Frontfassade ist als temporäre Struktur mit Spiegelplatten konzipiert. Es wird davon ausgegangen, dass sich die Fassade alle acht Jahre ändert. Innen ist der Raum groß, mit hohen Decken, offenen Räumen und einer Fülle an nacktem Holz.

## Bücher

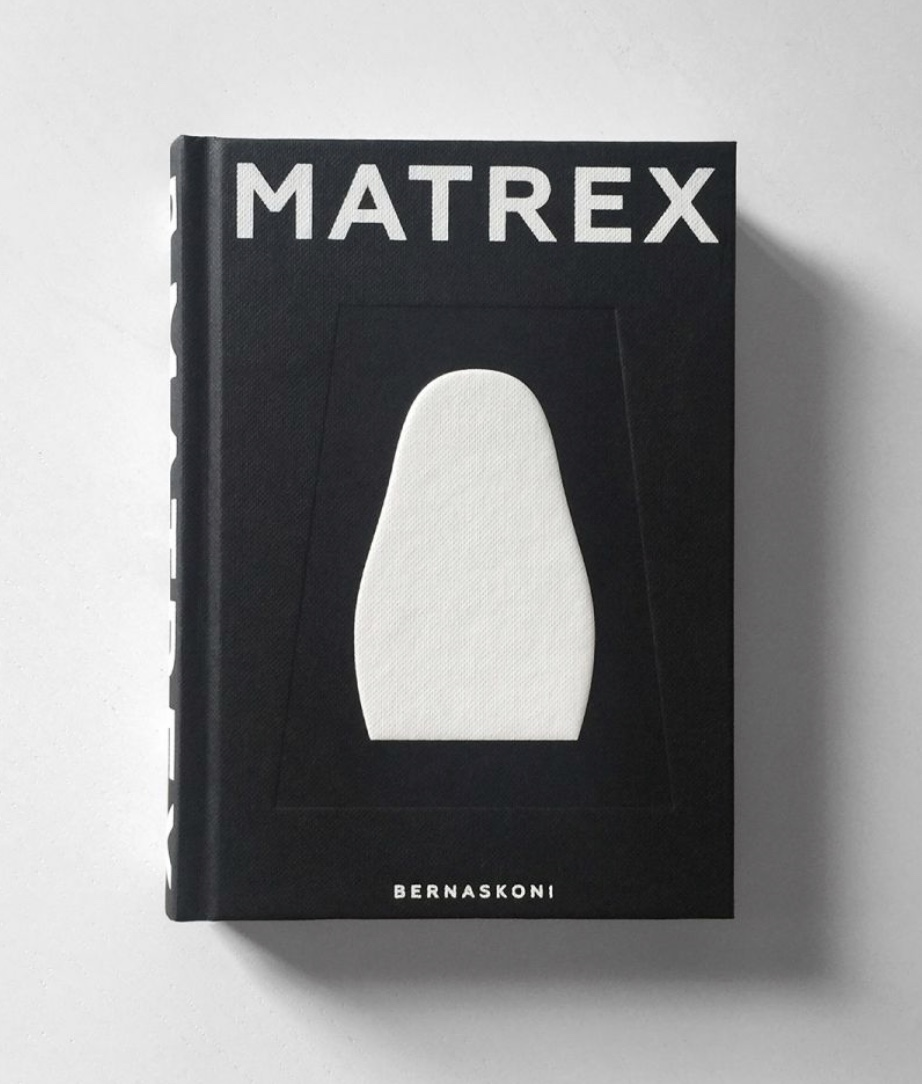
MATREX Buch

### MATREX, August 2016
Das Buch ist ein wesentlicher Bestandteil des Matrex-Ausstellungsprojekts auf der Architekturbiennale von Venedig. Bei der Suche nach den unkonventionellen Kulturgeschichten der Matrjoschka und der Pyramide entdeckt das Buch ihre verschiedenen Zusammenhänge, wobei der Kern der Veröffentlichung das Konzept, die Architektur und das Programm des Matrex-Gebäudes im Skolkowo Innovation Center umfasst.

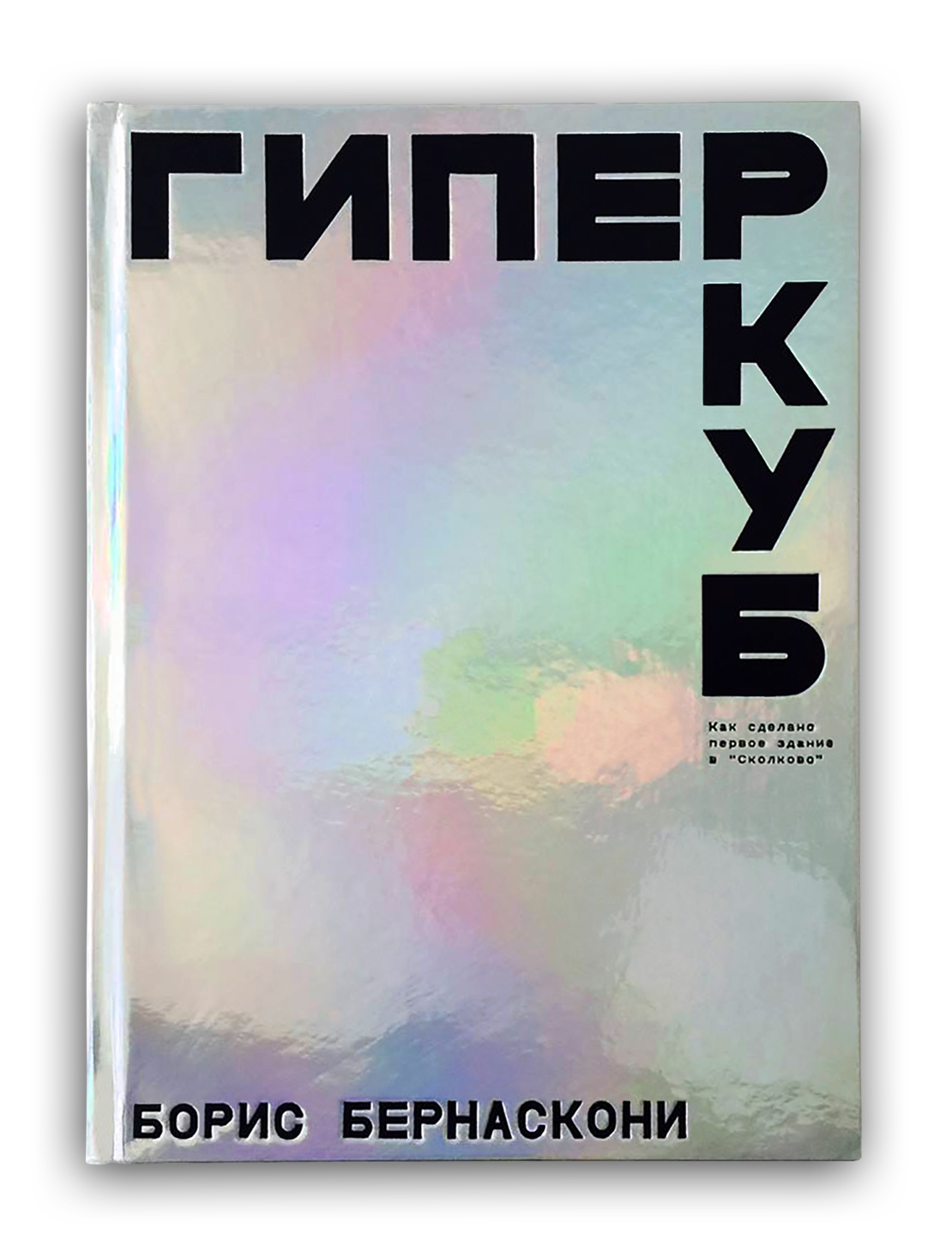
HYPERCUBE Buch

### Hypercube, Mai 2015
In diesem Buch geht es um die Ideologie, das Programm, die Technologien und die Ästhetik des Hypercubes. Die Studie konzentriert sich auf Materialien, Lösungen und Technologien, mit denen das Gebäude auf globale Energie-, ökologische, soziale und wirtschaftliche Herausforderungen reagieren kann.

### Interface Antifoster, August 2008
Dieses Buch befasst sich mit architektonischen Lösungswegen für einen sozialen Konflikt. Das Buch enthält Auszüge aus Veröffentlichungen über Norman Fosters Projekte für die Entwicklungsfirma "Inteco", Meinungen von Experten, offene Briefe an den russischen Premierminister Wladimir Putin und den Architekten Norman Foster sowie ein alternatives Projekt für ein Internationales Kulturzentrum im umstrittenen Gebiet.

### MUSEЙ, Mai 2008
Das Buch enthält Ausstellungen, Ausstellungsräume und Museen, die vom Bernaskoni-Büro in den Jahren 2000–2008 entworfen wurden. Die Projekte sind in der folgenden Reihenfolge angeordnet: vonVon Ausstellungsstücken zu einem Gebäude, wodurch die Idee einer allmählichen Umwandlung des Museumsraums von einem introvertierten Objekt (Message an Kazimir) in eine räumliche Umgebung (PERMMUSEUMXXI) demonstriert wird. Das Buch umfasst 12 Projekte, von denen jedes eine andere Behandlung der Idee des Museumsraums widerspiegelt.

## Ausstellungen
- 2001 – Pavillon „Underconstruction“ auf der Arch Moscow Exhibition.
- 2001 – Neues Projekt der russischen Flagge in einer privaten Galerie in Moskau.
- 2002 – Präsentation des Matrex-Projekts auf der Arch Moscow Exhibition.
- 2002 – „Botschaft an Kasimir“ auf der Art Moscow.
- 2002 – Mitglied des Expert Board der 7. Internationalen Ausstellung für Architektur und Design Arch Moscow.
- 2003 – Leiter der 8. Internationalen Ausstellung für Architektur und Design Arch Moscow „PresentPerfect“.
- 2003 – Kabinett des Präsidenten, Finalist des Design Innovation Award in Moskau Überprüfung der besten Architektur der Architektur in den Jahren 2002–2003.
- 2003 – Gewinner des Jahres bei Golden Section 2003.
- 2004 – Leiter der 9. Internationalen Ausstellung für Architektur und Design Arch Moscow „Dead End“.
- 2006 – "Moscow 4" in der Mendrisio Academy, Schweiz.
- 2008 - 11. Architekturbiennale von Venedig. Bernaskoni nutzte seinen Raum im russischen Pavillon, um gegen die umstrittenen Sanierungspläne von Norman Foster für das Moskauer Künstlerhaus zu kämpfen.
- 2011 – Hypercube Skolkowo, auf der Arch Moscow Exhibition.
- 2012 – "Identity" -Projekt auf der 3. Moskauer Biennale für Architektur.
- 2012 - 13. Architekturbiennale von Venedig.
- 2013 – "Black" Ausstellung von Nikolay Nasedkin, Moskauer Museum für Moderne Kunst, Kurator.
- 2014 – Matrex-Vorschau im Skolkowo Innovation Center, Moskau, Kurator.
- 2016 - 15. Architekturbiennale von Venedig. Bernaskoni zeigte ein Modell des Matrex-Gebäudes, in dem eine Pyramide mit einer offenen Matryoshka-Form kombiniert wurde.

## Auszeichnungen und Anerkennung
- 2010 – Wolgadatscha-Projekt mit dem besten russischen Design von 2010 ausgezeichnet.[10]
- 2011 – Das Wolgadatscha-Projekt wurde mit dem Archiwood Award für die Kategorie Country House ausgezeichnet.[11]
- 2012 – Hypercube wurde beim Zodchestvo – International Festival of Architecture and Design 2012 mit Gold ausgezeichnet.[12]
- 2013 – Das Arc-Projekt erhielt eine besondere Erwähnung bei den Architizer A + Awards in der Kategorie Landschaftsparks.
- 2014 – Hypercube als Finalist bei den Architizer A + Awards in der Kategorie Architecture + Technology ausgewählt.
- 2015 – Das Hypercube-Buch wurde mit dem Goldpreis beim russischen Buchwettbewerb für Zhar-Kniga-Wettbewerb ausgezeichnet.[13]